# Cowie Water
Pour les articles homonymes, voir Cowie.
Le Cowie Water (gaélique écossais : Uisge Chollaidh) est un fleuve d'Écosse prenant sa source aux monts Grampians dans l'Aberdeenshire, qui a son embouchure dans la Mer du Nord à Stonehaven au sud du château en ruines de Cowie Castle. 

## Présentation
Le Cowie Water à 21 km de longueur.
Le ruisseau de Monboys en est un affluent. Parmi les monuments intéressants dans le voisinage de la rivière, on trouve les châteaux de Dunnottar, Fetteresso, Muchalls et la Ury House. Les autres cours d'eau se jetant dans la mer du Nord comprennent le ruisseau de Muchalls au nord et le fleuve Carron au sud.

## Hydrologie et qualité de l'eau
Le débit en été est typiquement de 200 mètres3 s−1 à l'embouchure. Les valeurs du pH (acidité/basicité) en juillet sont de 8,2 (classique pour de l'eau de mer). Les températures en juillet sont de 11,9 °C et la conductivité électrique au pont de Cowie vers l'embouchure a été mesurée à la valeur assez basse de 0,07 µS/m. La turbidité (teneur de l'eau en matières la rendant trouble), mesurée exactement 24 heures après une pluie modérée, était de 14 JTU (Jackson Turpidity Unit) en juillet.

## Ponts
Le Pont de Cowie est une structure historique classée. Historiquement, le village de pêche de Cowie Village était dans les environs du pont. La fin sud de la piste ancienne de Causey Mounth est proche du pont, et était à l'origine la seule route médiévale permettant de franchir la côte des monts Grampians au Nord par le château de Muchalls et l'auberge historique de Gillybrands. Entre ce pont et la mer du Nord, un nouveau pont est attendu, qui permettrait aux piétons de traverser et supporterait également un pipeline.